# Câini (film)
Câini este un film românesc realizat în 2016 de cineastul Bogdan Mirică, cu Dragoș Bucur, Vlad Ivanov și Gheorghe Visu. Acțiunea se desfășoară într-o zonă  din sectorul dunărean al frontierei româno-ucrainene, unde grupările de contrabandiști fac legea. Filmul a avut succes la critică și a fost acceptat în competiția la categoria Un certain regard a Festivalului de Film de la Cannes unde a primit premiul FIPRESCI, a câștigat Trofeul Transilvania la TIFF și două distincții la festivalul de la Sarajevo, și a fost nominalizat la trofeul European Discovery.

## Acțiunea
O grupare de contrabandiști activează de mulți ani în apropiere de Tulcea, la granița între România și Ucraina. Liderul ei, Nea Alecu, a condus gruparea cu o mână de fier și a acumulat o suprafață mare de pământ, pe care nici măcar comuniștii nu i-au confiscat-o. În cele din urmă, Nea Alecu a murit; moștenirea sa rămânea însă să fie împărțită: în timp ce pământul, din punct de vedere legal, i-a revenit nepotului său, Roman (Dragoș Bucur), un tânăr bucureștean, pentru conducerea grupării de contrabandiști favorit era Samir (Vlad Ivanov). Singurul care încerca să destructureze gruparea infracțională este vârstnicul șef de post din comună, Hogaș.
Filmul începe odată cu venirea lui Roman în sat pentru a definitiva vânzarea terenului, în schimbul unei sume de circa 300.000 de euro către un investitor ce dorea deschiderea unui complex turistic pe malul Dunării. Concomitent, într-un eleșteu iese la iveală o labă de picior uman.
Roman este primit de Nea Epure, o cunoștință a bunicului său, Nea Alecu, și face cunoștință cu Poliția, cățeaua acestuia. Cățeaua nu pare să-l accepte de la început pe Roman drept stăpân, și îl latră constant. Noaptea, Roman este trezit de lătratul Poliției, și observă dincolo de gardul curții, în afara oricărui drum, farurile unor mașini. A doua zi, Nea Epure îi arată lui Roman pământul pe care l-a moștenit. Seara, Roman definitivează actele de proprietate asupra pământului împreună cu prietenul său, Sebi. Lătratul cățelei anunță o nouă întâlnire nocturnă misterioasă a mașinilor. Sebi ia o pușcă, se furișează împreună cu Roman spre luminile farurilor mașinilor, și trage un foc de armă, iar mașinile pleacă în viteză.
Un sătean îi aduce șefului de post Hogaș laba de picior găsită. Acesta îl descalță și îl analizează, apoi îi cere părerea veterinarului din sat, care îi sugerează că mușcăturile din jurul rupturii piciorului sunt de la dinții unui mistreț sau porc domestic. Deși în zonă trăiesc mistreți, Hogaș crede că este mai probabil ca piciorul să fi fost mușcat de porci de la ferma lui Samir, aflată într-un colț al vastei proprietăți a lui Nea Alecu, fermă pe care contrabandiștii o foloseau pentru spălare de bani, expunerea unei ocupații aparent legitime pentru un grup de bărbați, și ca sursă de hrană la îndemână. Hogaș îl contactează apoi pe Pilă, informatorul său din gruparea lui Samir, care îi spune că Samir este din ce în ce mai violent: pe contrabandiști îi ține din scurt, le dă misiuni diverse în echipe în constantă schimbare, nu le permite să aibă telefoane mobile, și că este posibil să-l fi ucis pe un rus care îi era rival. Dacă până atunci Hogaș urmărea să-l aresteze pe Samir pentru contrabandă și spălare de bani pe baza informațiilor primite de la Pilă, el decide că acum vrea să-l prindă pe Samir pentru omor.
Sebi dispare în condiții ciudate, mașina împrumutată de el de la Roman fiind găsită pe câmp. Hogaș îl anunță și îl previne pe Roman că ar fi mai bine să plece și lase avocații să se ocupe de transferul de proprietate. El nu pare să fie dispus să asculte sfatul. La el sosește însă și prietena lui, Ilinca, de la București. Noaptea, ea este la rândul ei trezită de lătratul Poliției, dar Roman nu este în pat. El plecase deja pe câmp, înarmat cu pușca, trăgând la întâmplare către locurile de unde aude zgomote. Rătăcind astfel pe câmp, se întâlnește cu Samir și Pilă, care vânaseră un mistreț turbat. Ei îl invită la un grătar de porc la fermă. Samir îi propune lui Roman un aranjament în care primul păstrează proprietatea pământului și îl vizitează în vacanțe, în timp ce al doilea este liber să-și continue activitatea infracțională. Roman nu pare a se lăsa înduplecat.
A doua zi, Samir îl ucide pe Pilă cu un ciocan pentru că folosea pe ascuns un telefon mobil. De acolo, merge la casa lui Nea Alecu, unde îl ucide pe Roman, pe Poliția și, posibil, și pe Ilinca. Aflând de moartea informatorului său, Hogaș hotărăște o acțiune de forță: cere ajutorul Jandarmeriei, care îi oferă doar patru oameni, pe care Hogaș îi trimite la ferma de porci. Hogaș însă se îndreaptă singur spre casa lui Nea Alecu. Acolo se întâlnește cu Samir, care continuă să-l sfideze. După o scurtă discuție, Hogaș îl împușcă pe Samir.

### Titlul
Titlul filmului este explicat într-o discuție între Roman și Samir, și este legat de viziunea lui Samir despre oamenii de la oraș, pe care îi consideră supuși și domesticiți, ca niște câini, spre deosebire de firea sa neîmblânzită. Ideea este întărită și de faptul că Nea Alecu și-a botezat cățeaua Poliția, demonstrând și viziunea lui asupra raporturilor sale cu autoritățile. Astfel, Roman și Ilinca sunt niște „câini” domestici ajunși între animale sălbatice și violente.

## Producția
După spusele scenaristului și regizorului Bogdan Mirică, filmul își are originile în amintirile sale din perioadele din copilărie petrecute la țară, despre „caracterul arbitrar, imprevizibil al violenței de acolo”, care încă i se mai pare „înfricoșător”. Filmările s-au desfășurat în diverse locații din județele Buzău, Teleorman și Giurgiu. Ele au fost alese de Mirică în așa fel încât, după cum spunea protagonistul Vlad Ivanov, „adună răul” și „îți dădeau o stare anume și în film se simte treaba asta și toată starea asta intră în personaj”. Mirică a atras atenția și că pentru el a fost mai importantă crearea atmosferei și personajelor decât prezentarea realității.
Actorul Gheorghe Visu (Hogaș) a trebuit să slăbească 25 kg pentru a putea juca rolul vârstnicului și bolnavului șef de post Hogaș.

## Critica
Filmul a fost încadrat în genul thriller psihologic, neo-western, sau, după cum punctează criticul David Ehrlich pe site-ul IndieWire, într-o critică mai puțin favorabilă, „în parte widescreen western, în parte New Wave românesc”. Acesta a spus despre film că pare o variație „neremarcabilă” după No Country for Old Men, că „mai mult latră decât mușcă”.
În ansamblu, însă, criticile au fost mai degrabă favorabile. Alexandre Prouvèze de la Time Out Paris remarca „tensiunea surdă, violența abruptă și umorul rece”, „actorii remarcabili” și „talentul promițător” al cineastului. Eric Neuhoff numea în Le Figaro filmul „un debut promițător” în care „clocotește o Europă nebună”. În Paris Match, Alain Spira îl descria drept „anarhic în ritm și narațiune, deconcertant și fascinant în același timp”.

## Distincții
La TIFF, Câini a câștigat Trofeul Transilvania. La Festivalul de film de la Cannes, a fost nominalizat în secțiunea Un certain regard și a câștigat premiul FIPRESCI al criticilor de film. La festivalul de la Sarajevo, Gheorghe Visu a primit premiul pentru cel mai bun actor, iar filmul a primit mențiunea specială a juriului.